# Sorvilier
Sorvilier är en ort och kommun i distriktet Jura bernois i kantonen Bern, Schweiz. Kommunen har 283 invånare (2023).